# Raport de coordonare
Raportul de coordonare este legătura ce se stabilește între două sau mai multe elemente care sunt situate în același plan, fără ca unul dintre ele să depindă gramatical de celălalt sau celelalte. Elementele care se pot coordona sunt: părțile de propoziție - între ele; o parte sau părți de propoziție cu o propoziție sau cu mai multe; propoziții - între ele.
Părțile de propoziție coordonate pot avea aceeași funcție sintactică - și atunci ele constituie o parte de propoziție multiplă - sau pot avea funcții sintactice diferite.
Propozițiile în raport de coordonare (propoziții coordonate) pot fi principale sau secundare. 
Raportul de coordonare se poate face prin juxtapunere (prin virgulă) și prin joncțiune (prin conjunctii coordonatoare: copulative - și, nici; adversative - dar, iar, însă, ci; disjunctive - ori, sau, fie; conclusive - deci, așadar, prin urmare, în concluzie).